# Изумрудена дървесна боа
Изумрудените дървесни бои (Corallus caninus) са вид влечуги от семейство Боидни (Boidae).
Разпространени са в горите на Гвианското плато.
Таксонът е описан за пръв път от шведския ботаник и зоолог Карл Линей през 1758 година.